# Johan Lithzenius
Johan Lithzenius, född 10 augusti 1708 i Gryts församling, död 12 januari 1766 i Lofta församling, Kalmar län, var en svensk präst.

## Biografi
Johan Lithzenius föddes 1708 i Gryts socken. Han var son till kyrkoherden Petrus Lithzenius i S:t Laurentii församling, Söderköping och Emerentia Lysing. Lithzenius blev 1727 student vid Uppsala universitet och avlade 1737 magisterexamen. Han blev 1737 gymnasieadjunkt vid Linköpings gymnasium och 1738 kollega vid Linköpings trivialskola. Lithzenius blev 1742 konsistorienotarie vid Linköpings konsistorium och prästvigdes 20 juni 1743. Han blev 1747 lektor i grekiska vid Linköpings gymnasium och 11 oktober 1755 kyrkoherde i Lofta församling. Lithzenius utnämndes 23 juni 1756 till prost och blev 1761 kontraktsprost i Norra Tjusts kontrakt. Han avled 1766 i Lofta socken.

### Familj
Lithzenius gifte sig 1744 med Christina Lundstedt, dotter till ryttmästaren Anders Lundstedt och Margareta Svedenborg. De fick tillsammans barnen Anna Emerentia Lithzenius (född 1745) som var gift med inspektorn Per Haurén vid Överums bruk och styrmannen Carl Samuelsson Berlin i Linköping, ;argareta Sofia Lithzenius (1746–1780) som var gift med kvartermästaren Johan Herman Fahlstedt i Drothems socken, regementskommissarien Petrus Lithzenius (1753–1795) och Ulrika Brita Lithzenius (1759–1759).